# المنقذة (مناخة)

تعديل مصدري - تعديل

المنقذة هي إحدى قرى عزلة بني مقاتل بمديرية مناخة التابعة لمحافظة صنعاء، بلغ تعداد سكانها 331 نسمة حسب تعداد اليمن لعام 2004.